# Лев (Черепанов)
Епископ Лев (в миру Леони́д Все́володович Черепа́нов; 5 августа 1888, село Полевской Завод, Екатеринбургский уезд, Пермская губерния — 8 декабря 1937, Левашовская пустошь, Ленинградская область) — епископ Русской православной церкви, епископ Ставропольский.

## Биография
Родился в селе Полевской Завод Екатеринбургского уезда Пермской губернии (ныне город Полевской, Свердловская область) в семье священника Всеволода Михайловича Черепанова. Леонид был старшим ребёнком в семье Черепановых, кроме него было еще семь детей.
В 1896 году пошёл учиться в Нижнетагильскую церковно-приходскую школу, после окончания которой поступил в Екатеринбургское духовное училище, где проучился три года, после этого был переведен в Пермское духовное училище, а затем стал обучаться в Пермской духовной семинарии. В 1909 году окончил Пермскую духовную семинарию и устроился на службу в Пермскую Духовную консисторию столоначальником, но, как сам он вспоминал позднее, «не имея пристрастия к канцелярской работе», скоро оставил эту службу и в январе 1910 года стал служить псаломщиком в Рождество-Богородицкой церкви Мотовилихинского завода Пермской губернии. 11 июня 1910 года он вступил в брак с Александрой Ивановной Кичигиной, отец которой был служащим у графа Строганова. У них родилось трое детей, но все они умерли во младенчестве.

### Священник
10 июля 1910 года он был рукоположён в сан диакона, а через 5 дней — в сан священника, после чего стал служить в Успенском соборе г. Оханска Пермской губернии. Помимо исполнения пастырского служения, отец Леонид также преподавал Закон Божий в различных школах, был членом уездного Отделения училищного совета церковных школ. В 1913 году он был переведен для служения в Пермь и одновременно стал казначеем училищного совета «Всероссийского братства трезвения».
Осенью 1914 года переведен на место своего отца Всеволода Михайловича Черепанова в церковь в честь иконы Божией Матери «Всех скорбящих радость» Скорбященского женского монастыря в поселке Нижне-Тагильский завод. Здесь он также стал законоучителем в монастырской школе. Избирался благочинным Тагильского округа. Был одним из самых горячих и энергичных проповедников Нижнего Тагила, знатоком церковного пения. В начале 1920-х годов приложил немало усилий, пытаясь препятствовать закрытию Скорбященского монастыря.
Овдовев в 1918 году, был пострижен в монашество. Вместе со своим отцом, протоиереем Всеволодом Черепановым, активно боролся с обновленческим движением.
После ареста в августе 1922 года архиепископа Екатеринбургского Григория (Яцковского) многие, в том числе лучшие, храмы епархии стали передаваться обновленцам. В связи с этим остро встал вопрос об образовании Нижнетагильской кафедры, который поднимался ещё весной 1922 года, но решен не был.
6 декабря 1922 года на чрезвычайном собрании духовенства и мирян Нижнего Тагила постановило избрать его епископом.
Ввиду отсутствия в Нижнем Тагиле архиерея, собрание решило послать Леонида Черепанова в Уфу для епископской хиротонии к правящему епископам Андрею (Ухтомскому) и его викарию, епископу Златоустовскому Николаю (Ипатову) как ближайшим епископам старого поставления.

### Епископ Нижнетагильский
Прибыв в Уфу, был пострижен в мантию с именем Лев, и 26 января (8 февраля) 1923 года в Уфе поставлен во епископа Нижне-Тагильского, служил в Входоиерусалимской церкви. Хиротонию совершили архиепископ Андрей (Ухтомский) и Николай (Ипатов).
После хиротонии епископ Лев стал сплачивать православные силы для борьбы с обновленчеством. Вскоре к епископу Льву примкнули многие приходы Екатеринбургской и Пермской епархий.
В июне того же года был арестован, находился в заключении в Москве в Бутырской тюрьме. В обвинительном заключении, в частности, говорилось: «Деятельность еп. Льва против обновленцев простирается на весь Урал и Приуралье. К нему присоединились города Шадринск, Оханск, Оса и даже Екатеринбург. Эти города посылают к епископу Льву своих делегатов для личных с ним переговоров… Слова и речи епископа Льва развозятся делегатами по всему Уралу и делаются достоянием народа. Дело епископа Льва, как старорежимного архиерея, врага всяких новшеств, растёт, ширится и укрепляется…».

### Ссылка в Средней Азии
14 декабря 1923 года постановлением коллегии ОГПУ был приговорён к трём годам ссылки в Хиву. Распоряжением Ташкентского ГПУ его направили в г. Казалинск Казахской АССР. Осенью 1924 года переведен в г. Теджен Туркменской ССР. С осени 1925 года до 1926 находился в ссылке в городе Полторацке (ныне — Ашхабад), где служил в церкви регентом. Вместе с владыкой Андреем (Ухтомским), также находившемся в ссылке в Средней Азии, участвовал в мае 1925 года в тайных епископских хиротониях. Отбыв приговор он получил на три года дополнительное ограничение: лишение права проживания в городах Москве, Ленинграде, Харькове, Киеве, Одессе, Ростове-на-Дону и на Урале. Епископ Лев избрал для себя местом жительства Казань, где служил в Свято-Успенском Зилантовом монастыре
По некоторым данным, одно время находился в оппозиции Заместителю Патриаршего местоблюстителя митрополиту Сергию (Страгородскому) после издания последним Декларации.

### Епископ Алма-Атинский
Осенью 1927 года получил от митрополита Сергия (Страгородского) назначение на новообразованную Алма-Атинскую кафедру.
До этого в Алма-Ате в течение девяти лет не было правящего православного архиерея (после гибели епископа Пимена (Белоликова)), а в Алма-Ате служили только обновленческие епископы. Отсутствие в Семиречье архиерея, держащего строго православную линию, активные действия обновленцев, давление большевистской власти, поддерживающей раскольников, расправы над духовенством и массовые убийства мирян вызвали в епархии настроения, доведенные до степени анархии, и смятение в душах пастырей и пасомых.
Епископ Лев укреплял свою паству, произнося с церковного амвона проповеди, исполненные духа ревности, любви и преданности Православной Церкви, противостоял закрытию и осквернению православных храмов, посещал горные скиты, назидая своей беседой монашествующих. Продолжал борьбу с обновленчеством, противостоял закрытию православных храмов.
21 июля 1929 года был арестован в Алма-Ате. Ему ставили в вину проповедь, в которой он, в частности, говорил: «Нынешний день установлен в честь святых апостолов Петра и Павла. Мы в настоящее время забыли про них, про этих героев духа. Мы увлеклись другими героями — героями современности: героями воздухоплавания, героями цирка, театра, музыки. Героями Льва Толстого и Максима Горького. Знаем их отлично, рассуждаем, разбираем их. Увлечены чтением Карла Маркса, Энгельса, Ленина, — цитируем их, а героев духа забыли». Кроме того, он был обвинён в организации протеста против закрытия храма свт. Алексия, которое было произведено в нарушение закона по устному требованию местных властей.
3 ноября 1929 года Особым совещанием коллегии ОГПУ по Казахской АССР приговорён к трём годам заключения в лагере. К этому же сроку лишения свободы был приговорён настоятель храма свт. Алексия протоиерей Алексий Марковский, а староста этого храма Ефим (Евфимий) Шпак был выслан на три года.

### Последние годы жизни
Этапирован в город Котлас Архангельской области на Коржинский лесозаготовительный пункт, где был на различных хозяйственных работах, затем вместе с другими заключенными занимался разгрузкой бревен и укладкой их в штабеля, а после был переведен в лазарет на должность медбрата и делопроизводителя. В апреле 1930 года переведён на ту же должность в город Сольвычегодск Котласского района Архангельской области, затем он был выслан в Марийские лагеря, откуда осенью 1930 года переведен в Нижегородские лагеря на работы по разброске торфа. В начале зимы 1931 года направлен статистиком в Беломоро-Балтийский лагерь.
В конце апреля 1932 года по зачету рабочих дней получил досрочное освобождение и уехал в Нижний Тагил к своему отцу. Ввиду перенесённых в лагерях лишений и физических нагрузок епископ заболел тяжёлой формой сыпного тифа, и ему потребовалось несколько месяцев для его излечения.
В мае 1933 года он лично просил архиепископа Макария (Звёздова) доложить митрополиту Сергию (Страгородскому), что он хотел бы получить назначение на ту или иную кафедру.
С 11 (24) августа 1933 года — епископ Ставропольский. Прибыл в Ставрополь 1 октября 1933 года.
С присущей ему энергией он взялся за восстановление религиозной жизни Ставропольской епархии и продолжил борьбу с обновленчеством, чем вызвал уважение со стороны духовенства и мирян и раздражение властей, не были заинтересованных в укреплении позиций Патриаршей Церкви.
В 1934 году вновь арестован, 31 августа 1935 приговорён по ст. ст. 58-10 и 11 УК РСФСР к 5 годам исправительно-трудового лагеря. В 1935-1937 находился в заключении в Соловецком лагере особого назначения (СЛОН).

### Мученическая кончина
В 1937 году переведён в лагере на тюремный режим. 10 ноября 1937 года постановлением Особой тройки УНКВД Ленинградской области приговорён к высшей мере наказания.
8 декабря 1937 года был расстрелян в Ленинградской области вместе со многими другими заключёнными, в том числе священником Павлом Флоренским, прибывшими этапом из Соловков и похоронен в общей могиле.
12 июля 1989 года, епископ Лев реабилитирован прокуратурой Ставропольского края по приговору 1935 года.
16 января 1995 года на основании Закона Республики Казахстан от 14 апреля 1993 года реабилитирован Генеральной прокуратурой Республики Казахстан по приговору 1929 года.